# Brachypodius
Genre
Brachypodius est un genre d'oiseaux de la famille des Pycnonotidae.

## Liste des espèces
Selon la classification de référence du Congrès ornithologique international (14.2, 2024) il comporte quatre espèces :
- Brachypodius priocephelus (Jerdon, 1839) – Bulbul colombar
- Brachypodius melanocephalos (Gmelin, 1788) – Bulbul cap-nègre
- Brachypodius fuscoflavescens Hume, 1873 – Bulbul des Andaman
- Brachypodius nieuwenhuisii (Finsch, 1901) – Bulbul à lunettes bleues